# Tvärmyran
Tvärmyran är ett naturreservat i Sollefteå kommun i Västernorrlands län.
Området är naturskyddat sedan 2015 och är 25 hektar stort. Reservatet består av rikkärret Tvärmyran somk omges av sumpskog.